# Église Saint-Martin de Gonneville-sur-Honfleur
L'église Saint-Martin de Gonneville-sur-Honfleur est une église catholique située à Gonneville-sur-Honfleur, en France.

## Localisation
L'église est située dans le département français du Calvados, sur la commune de Gonneville-sur-Honfleur.

## Historique
L'édifice actuel date du XIIIe siècle.
La nomination appartenait à l'Abbaye de Saint-Évroult.
Le chœur et le transept sont du XIIIe selon Arcisse de Caumont. L'édifice est muni d'une sacristie par la suite, en 1778. 
L'édifice est inscrit au titre des monuments historiques le 17 mai 1933.
La fresque illustrant le poème des trois morts et des trois vifs de Baudouin de Condé est retrouvée en 1957 sous une couche de badigeon. Ces fresques sont peut-être datées entre 1450 et 1480. Des sculptures d'anges furent découvertes en même temps mais deux furent détruites.

## Description
L'édifice est bâti en travertin pour l'essentiel et en forme de croix.
La façade de l'édifice comporte une porte ogivale et a remplacé une porte romane selon Arcisse de Caumont.
La tour massive comporte un toit tronqué avec octogone en charpente et couvert d'ardoises. 
La nef n'a pas de voûte mais des lambris de bois. 
L'église comporte une représentation murale du Dit des trois morts et des trois vifs sur la partie sud de la nef : trois jeunes gentilshommes sont interpellés dans un cimetière par trois morts qui leur rappellent la brièveté de la vie et l'importance du salut de leur âme.
La chapelle nord du transept comprend un écusson de la fin du XVIIe.
L'édifice comporte également de beaux chapiteaux.